# Pike County (Mississippi)
 For alternative betydninger, se Pike County. (Se også artikler, som begynder med Pike County)
Pike County er et county i den amerikanske delstat Mississippi.
31°11′N 90°24′V / 31.18°N 90.4°V